# Tagilde
Tagilde ist ein Ort und eine ehemalige Gemeinde (Freguesia) im Norden Portugals.

## Geschichte
Der heutige Ort entstand vermutlich im Verlauf der mittelalterlichen Reconquista. 1187 wurde der seliggesprochene Gonçalo de Amarante in Arriconha geboren, eine Ortschaft der damals bereits eigenständigen Gemeinde Tagilda.
Am 10. Juli 1372 unterzeichneten England und Portugal hier ein Bündnis, das auf ein erstes Bündnis von 1275 zurückging und den Windsor-Vertrag von 1386 vorwegnahm, das älteste bestehende Bündnis in Europa, möglicherweise der Welt.
1953 wurde ein Denkstein zur Erinnerung an das Abkommen von 1372 errichtet. Im Jahr 2020 entschied die Stadtverwaltung Vizela, die Geschichte des Abkommens zukünftig auch touristisch zu vermarkten.
Mit der Gemeindereform 2013 wurde die Gemeinde Tagilde aufgelöst und mit São Paio de Vizela zu einer neuen Gemeinde zusammengefasst.

## Verwaltung
Tagilde war Sitz einer gleichnamigen Gemeinde (Freguesia) im Kreis (Concelho) von Vizela im Distrikt Braga. Die Gemeinde hatte eine Fläche von 2,8 km² und 1852 Einwohner (Stand 30. Juni 2011).
Folgende Ortschaften liegen im Gebiet der ehemaligen Gemeinde:
- Adegas
- Arriconha
- Tagilde

Mit der Gebietsreform vom 29. September 2013 wurden die Gemeinden Tagilde und Vizela (São Paio) zur neuen Gemeinde União das Freguesias de Tagilde e Vizela (São Paio) zusammengeschlossen. Tagilde ist Sitz dieser neu gebildeten Gemeinde.

## Sport
Wichtigster Sportverein in Tagilde ist der 1978 gegründete Futebol Clube de Tagilde, der in der ersten Liga des Distriktverbandes von Braga antritt, der vierten Liga (Stand 2020/21).
Der Fußballverein empfängt seine Gäste im heimischen Campo Outeiro do Fogo. Der Sportplatz erhielt 2019 erstmals einen Kunstrasenbelag.